# Pixies
Pixies je americká alternativně rocková hudební skupina založená v roce 1986 v Bostonu. Zakládajícími členy byli Black Francis (zpěv, doprovodná kytara, autor skladeb), Joey Santiago (sólová kytara), Kim Deal (baskytara, zpěv) a David Lovering (bicí).
Pixies jsou spojováni s boomem alternativního rocku 90. let a čerpají z prvků punk rocku a surf rocku. Jejich hudba je známá dynamickými přechody mezi hlasitými a tichými pasážemi ("loud-quiet-loud") a netradiční strukturou skladeb. Hlavním autorem písní je Francis; jeho často surrealistické texty se zabývají neobvyklými tématy jako mimozemšťané, incest nebo biblické násilí. Jejich drsný popový zvuk ovlivnil kapely jako Nirvana, Radiohead, Modest Mouse, The Smashing Pumpkins nebo Weezer.
Frontman Nirvany Kurt Cobain řekl, že by jejich album Nevermind vůbec nevyšlo, nebýt Pixies (konkrétně mluvil o jejich albu Surfer Rosa).
Pixies dosáhli v USA jen mírné popularity, byli však úspěšnější v Evropě. Jejich obliba rostla po rozpadu kapely, což vedlo v roce 2004 ke znovusjednocení a vyprodaným světovým turné. Kim Deal skupinu opustila v roce 2013 a nahradila ji Kim Shattuck jako koncertní baskytaristka. Ještě téhož roku byla Shattuck nahrazena Paz Lenchantin, která se v roce 2016 stala plnohodnotnou členkou kapely. S Lenchantin nahráli Pixies alba Head Carrier (2016), Beneath the Eyrie (2019) a Doggerel (2022). Lenchantin kapelu opustila v roce 2024 a nahradila ji Emma Richardson, bývalá členka Band of Skulls. Deváté album Pixies s názvem The Night the Zombies Came vyšlo v říjnu 2024.

## Historie
V červnu 2013 oznámila baskytaristka Kim Deal odchod ze skupiny, o dva týdny později Pixies nahráli nový singl "Bagboy" a nabídli ho volně ke stažení ze svého webu.
1. července 2013 skupina oznámila, že na jejich evropském turné 2013 doplní sestavu Kim Shattuck, která dříve působila ve skupinách The Muffs a The Pandoras a také to, že dále pracují na novém materiálu. V rámci turné 2013 vyprodali Pixies velký sál pražské Lucerny, pro velký zájem vystoupili dva dny po sobě.
3. září 2013 Pixies vydali nové EP album s názvem EP1, do března ještě následovala EP číslo 2 a 3. Materiál vydaný na EP se stal základem nové desky Indie Cindy, vydané v dubnu 2014.
16. září 2016 skupina oznámila, že kytarista Joey Santiago nastoupil měsíční léčbu drogové závislosti, situace by neměla ohrozit evropské turné v listopadu a prosinci 2016.
30. září 2016 bylo vydáno nové album Head Carrier, toto album již nahrávala sestava s novou baskytaristkou Paz Lenchantin. Album je dostupné mj. formou streamingu. Píseň All I Think About Now byla napsána jako "děkovný dopis" zakládající člence Kim Deal.
V září 2019 zahájili Pixies velké turné po Velké Británii a Evropě, které podpořilo nové album skupiny nahrávané koncem roku 2018. Deska nese název Beneath the Eyrie a vyšla 13. září 2019. V rámci turné vystoupili Pixies v pražské Lucerně 8. října 2019.
4. března 2024 skupina oznámila, že po deseti letech odchází baskytaristka Paz Lenchantin, kterou nahradí Emma Richardson (dříve Band of Skulls).
Naposledy Pixies koncertovali v Praze 10. srpna 2024 ve Fóru Karlín.
Nové album The Night the Zombies Came vyšlo 25. října 2024, k dispozici jsou 2 nové singly „Chicken“ a „You're So Impatient“. 

## Diskografie

### Řadová alba
- 1987 – Come on Pilgrim
- 1988 – Surfer Rosa
- 1989 – Doolittle
- 1990 – Bossanova
- 1991 – Trompe le Monde
- 2014 – Indie Cindy
- 2016 – Head Carrier
- 2019 – Beneath the Eyrie
- 2022 - Doggerel
- 2024 - The Night the Zombies Came

### Výběry a živé nahrávky
- 1997 – Death to the Pixies
- 1998 – Pixies at the BBC
- 2001 – Complete 'B' Sides
- 2002 – Pixies
- 2004 – Wave of Mutilation: The Best of Pixies
- 2005 – Sell Out
- 2016 – Everything Is Fine (Live Boston Jan 87)